# Nonianus pictus
Nonianus pictus là một loài nhện trong họ Sparassidae.
Loài này thuộc chi Nonianus. Nonianus pictus được Eugène Simon miêu tả năm 1885.